# 沃尔特·乔丹
沃尔特·李·乔丹（英語：Walter Lee Jordan，1956年2月19日—），美国NBA联盟前职业篮球运动员。他在1978年的NBA选秀中第4轮第84顺位被新泽西篮网选中。